# Der Liebespakt: Simone de Beauvoir und Sartre
Der Liebespakt: Simone de Beauvoir und Sartre ist der Titel eines französischen Fernsehfilms aus dem Jahr 2006, der die Liebesgeschichte zwischen den Philosophen Simone de Beauvoir und Jean-Paul Sartre erzählt.

## Handlung
Die Philosophiestudentin Simone de Beauvoir hat während ihres Studiums an der Sorbonne in Paris kein großes Interesse an den Werbungsversuchen anderer Männer. Vielmehr versucht sie ihre beste Freundin Lola davon abzuhalten, zu heiraten und ihr Studium abzubrechen. Sie sieht in der Ehe die Versklavung der Frau und weigert sich, jemals einem Mann zu dienen. Gegenüber Jean-Paul Sartre ist sie ebenfalls ablehnend und zeigt sich seinen Annäherungen gegenüber sehr distanziert. Er kann sie überzeugen, gemeinsam zur Prüfungszulassung zu lernen, sodass sie als jüngste Studentin überhaupt zur Abschlussprüfung in Philosophie zugelassen wird. Im Sommer besucht er sie in Meyrignac und erlebt, wie unerwünscht er dabei ist. Er lehnt sich gegen ihren Vater auf und fordert ihn zum Faustkampf heraus. Es beeindruckt sie, mit welcher Chuzpe er sich gegen die Bourgeoisie und ihre Regeln auflehnt. Nachdem Lola stirbt und de  Beauvoir der nahenden Eheschließung die Schuld gibt, stimmt sie dem Liebespakt Sartres zu. Obwohl sie anfangs angewidert ist, dass keinerlei Lügen und Monogamie zwischen den beiden stehen soll, sieht sie auch die Vorteile für sich, andere Erfahrungen zu machen.
Die berufliche Karriere der beiden beginnt als Lehrer in unterschiedlichen Städten. Sie lehren innovativ und verstoßen damit häufig gegen die bestehenden Konventionen. Sartre geht als Stipendiat an das Institut français in Berlin, wo er Edmund Husserl und Martin Heidegger las. De Beauvoir beginnt mit ihrer Schülerin Lumi eine lesbische Liebesbeziehung. Mit der Rückkehr Sartres, und einem kleinen Zwischenstopp als Versuchsperson für Mescalin, beginnt auch er eine Liebesbeziehung zu Lumi, was ein absolutes emotionales Gefühlschaos bei allen auslöst. Es kommt so weit, dass de Beauvoir nach Sartres erstem veröffentlichten Roman nicht mehr mit ihm schlafen, sondern nur noch eine intellektuelle Beziehung führen und jeden Liebhaber daneben akzeptieren will.
Als der Hitler-Stalin-Pakt publik wird, steht Frankreich kurz vor Eintritt in den Zweiten Weltkrieg. Sartre wird zum Militär eingezogen und erhält durch die Heirat mit Tania einige Vergünstigungen, sodass er nach Hitlers erfolgreichem Westfeldzug unversehrt nach Hause zurückkehren kann. Allerdings will er weiterhin gegen das Vichy-Regime kämpfen, denn für ihn sind „Worte wie geladene Pistolen“. So versucht er mit anderen Schriftstellern und Künstlern im Untergrund nicht nur Flugblattaktionen, sondern auch Aufführungen unterschiedlicher Theaterstücke. Derweil verstirbt de Beauvoirs Vater, und sie sieht, wie ihre Mutter plötzlich wieder Freiheit gewinnt. Außerdem wird sie aus dem Schuldienst wegen Verführung Minderjähriger entlassen. Sie veröffentlicht ihren ersten Roman im selben Verlag, in dem auch Sartre veröffentlicht, und nutzt die Zeit, während Sartre auf USA-Tournee ist, um weitere Bücher zu schreiben. Sie selbst leidet im Namen der Freiheit und der Authentizität, während Sartre in den Augen vieler Damen immer beneidenswerter und berühmter wird. Nach Sartres Rückkehr muss de Beauvoir von anderen erfahren, dass er mit Carmen Colomba eine neue Geliebte hat. Da er nicht ehrlich zu ihr war, fühlt sie sich hintergangen, und ihre Eifersucht steigt.
Simone de Beauvoir macht anschließend ebenfalls eine USA-Tour und lebt in Chicago und New York City. Sie kommt mit dem Kinsey-Report und der Soziologie in Berührung. Mit dem US-amerikanischen Schriftsteller Nelson Algren beginnt sie eine Affäre, und die Idee über ein philosophisches Buch der Frau beginnt sich zu entwickeln. Sie schreibt Das andere Geschlecht, welches ein weltweiter Bestseller wird, und muss sich der Eifersucht Nelsons stellen, der sie unbedingt heiraten und mit nach Chicago nehmen will. Doch de Beauvoir will nicht die Dienerin eines Mannes werden.

## Kritik
„Gut recherchierter Film über die wechselvolle Beziehungsgeschichte von Simone de Beauvoir und Jean-Paul Sartre [...] Die Geschichte einer existenzialistischen Liebesbeziehung, bei der die Partner ihrer Philosophie treu bleiben.“

„Etwas schwerfälliger Blick auf das berühmte Paar. Ein Mythos: Liebe auf philosophischer Ebene“

„Regisseur Ilan Duran Cohen („Man liebt es unentschieden“) gibt hier einen Einblick in das Liebesleben einer Frau, die kompromisslos ihrer Philosophie getreu lebt und sich sowohl ihren bürgerlichen Eltern als auch ihrem unkonventionellen Geliebten gegenüber behauptet. Cohen, der sich hier stark an den biografischen Vorgaben orientierte, besetzte in der weiblichen Hauptrolle die überzeugend aufspielende Anna Mouglalis, die zuvor in Filmen wie „Der Rachepakt“ und „Süßes Gift“ zu sehen war.“

## Veröffentlichung
Der Film hatte seine Weltpremiere am 26. Januar 2006 auf dem FIPA Film Festival und wurde in Deutschland zum ersten Mal am 11. Januar 2008 auf Arte ausgestrahlt.